# 大洞镇
大洞镇，是中华人民共和国广东省清远市英德市下辖的一个乡镇级行政单位。

## 行政区划
大洞镇下辖以下地区：
大洞社区、麻蕉村、龙潭村、大田村、黄塘村、黄沙村、苗花村和庙坑村。